# Opius griffithsi
Opius griffithsi är en stekelart som beskrevs av Fischer 1962. Opius griffithsi ingår i släktet Opius och familjen bracksteklar. Inga underarter finns listade i Catalogue of Life.